# Чујића Крчевина
Чујића Крчевина (Ћуића Крчевина) је насељено мјесто у Лици, у општини Плитвичка Језера, Личко-сењска жупанија, Република Хрватска.

## Географија
Чујића Крчевина је удаљена око 12 км сјеверно од Коренице.

## Историја
Чујића Крчевина се од распада Југославије до августа 1995. године налазила у Републици Српској Крајини. До територијалне реорганизације у Хрватској насеље се налазило у саставу бивше велике општине Кореница.

## Становништво
Према попису из 1991. године, насеље Чујића Крчевина је имала 28 становника, међу којима је било 26 Срба и 2 осталих. Према попису становништва из 2001. године, Чујића Крчевина је имала 2 становника. Према попису становништва из 2011. године, насеље Чујића Крчевина је имало 8 становника.
| Националност       | 1991. | 1981. | 1971. | 1961. |
| Срби               | 26    | 30    | 69    |       |
| Југословени        |       | 8     |       |       |
| остали и непознато | 2     | 1     | 1     |       |
| Укупно             | 28    | 39    | 70    | 110   |

| Демографија | Демографија | Демографија |
| Година      | Становника  | Становника  |
| ----------- | ----------- | ----------- |
| 1961.       | 110         |             |
| 1971.       | 70          |             |
| 1981.       | 39          |             |
| 1991.       | 28          |             |
| 2001.       | 2           |             |
| 2011.       |             | 8           |

## Знамените личности
- Десанка Ћуић-Качар, пјесникиња